# Caudoeuraphia caudata
Caudoeuraphia caudata is een zeepokkensoort uit de familie van de Chthamalidae. De wetenschappelijke naam van de soort werd voor het eerst geldig gepubliceerd in 1916 door Pilsbry als Chthamalus caudatus.